# Alan Jones
Pour les articles homonymes, voir Alan Jones (homonymie) et Jones.
Alan Jones est un pilote australien de Formule 1, né le 2 novembre 1946, champion du monde de la discipline en 1980.

## Biographie

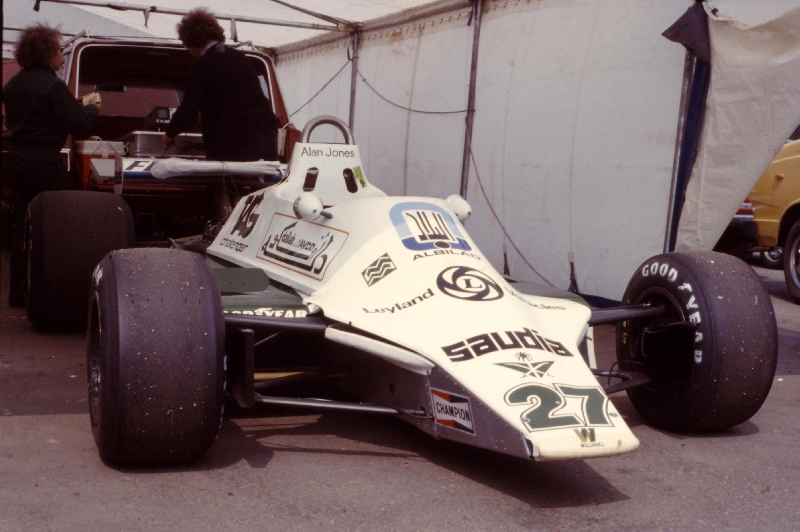
La Williams FW07B d'Alan Jones.

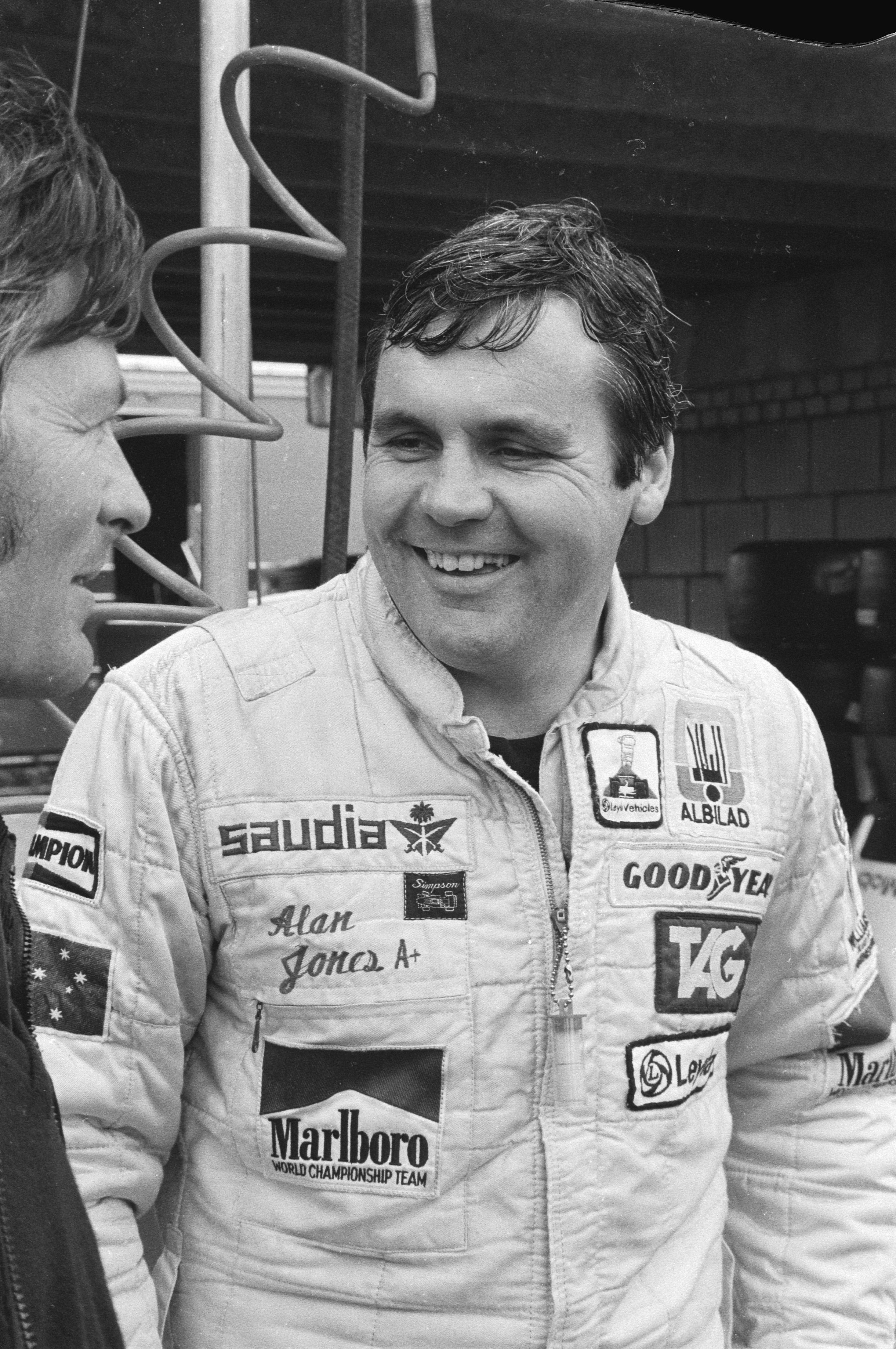
Alan Jones au GP des Pays-Bas en 1980.

Alan Jones est issu d'un milieu dans lequel la course automobile a un caractère particulier : son père, Stan Jones, fut un pilote de valeur mais qui refusa de s'engager en Europe. L'hérédité allait imposer ses lois au jeune Alan, qui s'engagea à son tour dans le sport automobile. En 1967, le jeune Australien dut s'exiler en Angleterre pour continuer sa progression.
En 1969 il débute en F3, mais c'est seulement en 1975 qu'il dispute son premier Grand Prix de Formule 1, en Espagne, au volant d'une Hesketh. Après le Grand Prix de Suède, il quitte cette équipe pour rejoindre Embassy-Hill. Il termine le championnat à la dix-septième position, avec deux points. En 1976, il rejoint l'écurie Surtees et progresse légèrement en terminant quatorzième du Championnat avec sept points. En 1977 il est appelé chez Shadow en remplacement de Tom Pryce, décédé au Grand Prix d'Afrique du Sud et s'impose à la surprise générale sous la pluie au Grand Prix d'Autriche. Sa carrière est lancée.
En 1978, il rejoint les rangs de l'équipe Williams, pas encore tout à fait au niveau des écuries de pointe, et sa saison se termine sur un score de onze points. Mais la saison suivante sa Williams FW07 est une des meilleures voitures du plateau et il engrange quatre victoires en fin de saison, son coéquipier Clay Regazzoni en signant une. Jones est troisième d'un championnat dominé par les pilotes Ferrari Jody Scheckter et Gilles Villeneuve.
En 1980, sa Williams évolue encore et lui permet de prendre un envol parfait avec une victoire d'entrée de jeu, avant de connaître un passage à vide et de devoir contenir le retour de Nelson Piquet, plus régulier, qui s'empare de la tête du Championnat à deux courses de la fin de la saison. Mais Jones sait réagir pour offrir à Williams son premier titre de champion du Monde.
En 1981, Jones échoue à quatre points de Nelson Piquet pour le titre, signant malgré tout deux victoires au GP des États-Unis Ouest sur le Circuit urbain de Long Beach en Californie et au GP de Las Vegas sur le Circuit du Ceasars Palace  dans le Nevada et refusant d'aider son équipier Carlos Reutemann à décrocher le titre après que l'Argentin a refusé de lui céder la victoire au GP du Brésil. Reutemann échoue à un point de Piquet.
Après sept saisons dans la catégorie reine, Alan Jones décide en 1982 de prendre sa retraite et de retourner dans son pays natal. Cependant on le reverra au volant d'une Arrows à Long Beach en 1983, sans succès. Fin 1985, il revient au volant d'une Lola du Team Haas Lola et en 1986 il dispute toute la saison, finissant 12e avec quatre points, avant la dissolution de l'écurie et sa retraite définitive.
Il a pensé participer aux Grand Prix Masters mais a dû se retirer dès les essais de Kyalami en novembre 2005 pour raison de condition physique inadéquate.
Alan Jones est membre de l'Ordre de l'Empire britannique.

## Résultats en championnat du monde de Formule 1
- Grands Prix disputés : 116
- Victoires : 12
- Pole positions : 6
- Meilleurs tours en course : 13
- Podiums : 24
- Abandons : 48
- Points inscrits : 206

| Saison | Écurie                                                           | Châssis                      | Moteur                | Pneus             | GP disputés | Victoires | Pole positions | Meilleurs tours | Points inscrits | Classement |
| ------ | ---------------------------------------------------------------- | ---------------------------- | --------------------- | ----------------- | ----------- | --------- | -------------- | --------------- | --------------- | ---------- |
| 1975   | Custom Made Harry Stiller Racing Embassy Racing with Graham Hill | Hesketh 308 Embassy-Hill GH1 | Cosworth V8           | Goodyear          | 8           | 0         | 0              | 0               | 2               | 17e        |
| 1976   | Team Surtees                                                     | TS19                         | Cosworth V8           | Goodyear          | 14          | 0         | 0              | 0               | 7               | 15e        |
| 1977   | Shadow Racing Team                                               | DN8                          | Cosworth V8           | Goodyear          | 14          | 1         | 0              | 0               | 22              | 7e         |
| 1978   | Williams Grand Prix Engineering                                  | FW06                         | Cosworth V8           | Goodyear          | 16          | 0         | 0              | 2               | 11              | 11e        |
| 1979   | Albilad-Saudia Racing Team                                       | FW06 FW07                    | Cosworth V8           | Goodyear          | 15          | 4         | 3              | 1               | 43              | 3e         |
| 1980   | Albilad-Williams Racing Team                                     | FW07 FW07B                   | Cosworth V8           | Goodyear          | 14          | 5         | 3              | 5               | 71              | Champion   |
| 1981   | Albilad-Williams Racing Team TAG Williams Team                   | FW07C                        | Cosworth V8           | Michelin Goodyear | 15          | 2         | 0              | 5               | 46              | 3e         |
| 1983   | Arrows Racing Team                                               | Arrows A6                    | Cosworth V8           | Goodyear          | 1           | 0         | 0              | 0               | 0               | n.c.       |
| 1985   | Team Haas (USA) Ltd                                              | Lola THL1                    | Hart 4 en ligne turbo | Goodyear          | 3           | 0         | 0              | 0               | 0               | n.c.       |
| 1986   | Team Haas (USA) Ltd                                              | Lola THL2                    | Cosworth V6 turbo     | Goodyear          | 16          | 0         | 0              | 0               | 4               | 12e        |

## Victoires en championnat du monde de Formule 1
| #  | Année | Manche | Grand Prix       | Circuit        | Écurie   | Voiture | Résumé |
| -- | ----- | ------ | ---------------- | -------------- | -------- | ------- | ------ |
| 1  | 1977  | 12/17  | Autriche         | Österreichring | Shadow   | DN8     | Résumé |
| 2  | 1979  | 10/15  | Allemagne        | Hockenheim     | Williams | FW07    | Résumé |
| 3  | 1979  | 11/15  | Autriche         | Österreichring | Williams | FW07    | Résumé |
| 4  | 1979  | 12/15  | Pays-Bas         | Zandvoort      | Williams | FW07    | Résumé |
| 5  | 1979  | 15/15  | États-Unis Est   | Watkins Glen   | Williams | FW07    | Résumé |
| 6  | 1980  | 1/14   | Argentine        | Buenos Aires   | Williams | FW07    | Résumé |
| 7  | 1980  | 7/14   | France           | Le Castellet   | Williams | FW07B   | Résumé |
| 8  | 1980  | 8/14   | Grande-Bretagne  | Brands Hatch   | Williams | FW07B   | Résumé |
| 9  | 1980  | 13/14  | Canada           | Mosport        | Williams | FW07B   | Résumé |
| 10 | 1980  | 14/14  | États-Unis Est   | Watkins Glen   | Williams | FW07B   | Résumé |
| 11 | 1981  | 1/15   | États-Unis Ouest | Long Beach     | Williams | FW07C   | Résumé |
| 12 | 1981  | 15/15  | Las Vegas        | Caesar Palace  | Williams | FW07C   | Résumé |

## Autres résultats notables
- Vice-champion d'Australie SprintCar, en 1973;
- Vice-champion de Grande-Bretagne de Formule 3, en 1973 sur GRD 373 (John Player European Formula 3 Series);
- Vice-champion de Grande-Bretagne de Formula Atlantic (en), en 1974 sur March 74B-Ford;
- Troisième des Rothmans International Series (en), en 1977 sur Lola T332;
- Champion Can-Am en 1978, sur Lola-Chevrolet;
- Champion d'Australie GT (en) en 1982, sur Porsche 935 (9 victoires pour 9 courses disputées);
- 1 000 kilomètres de Fuji en 1987, avec Geoff Lees et Masanori Sekiya sur Toyota 87C du team TOM'S (officiel Toyota, en JSPC);
- Vice-champion d'Australie des voitures de tourisme (en) en 1993, avec le Glenn Seton Racing.